# Infundibulicybe
Genre

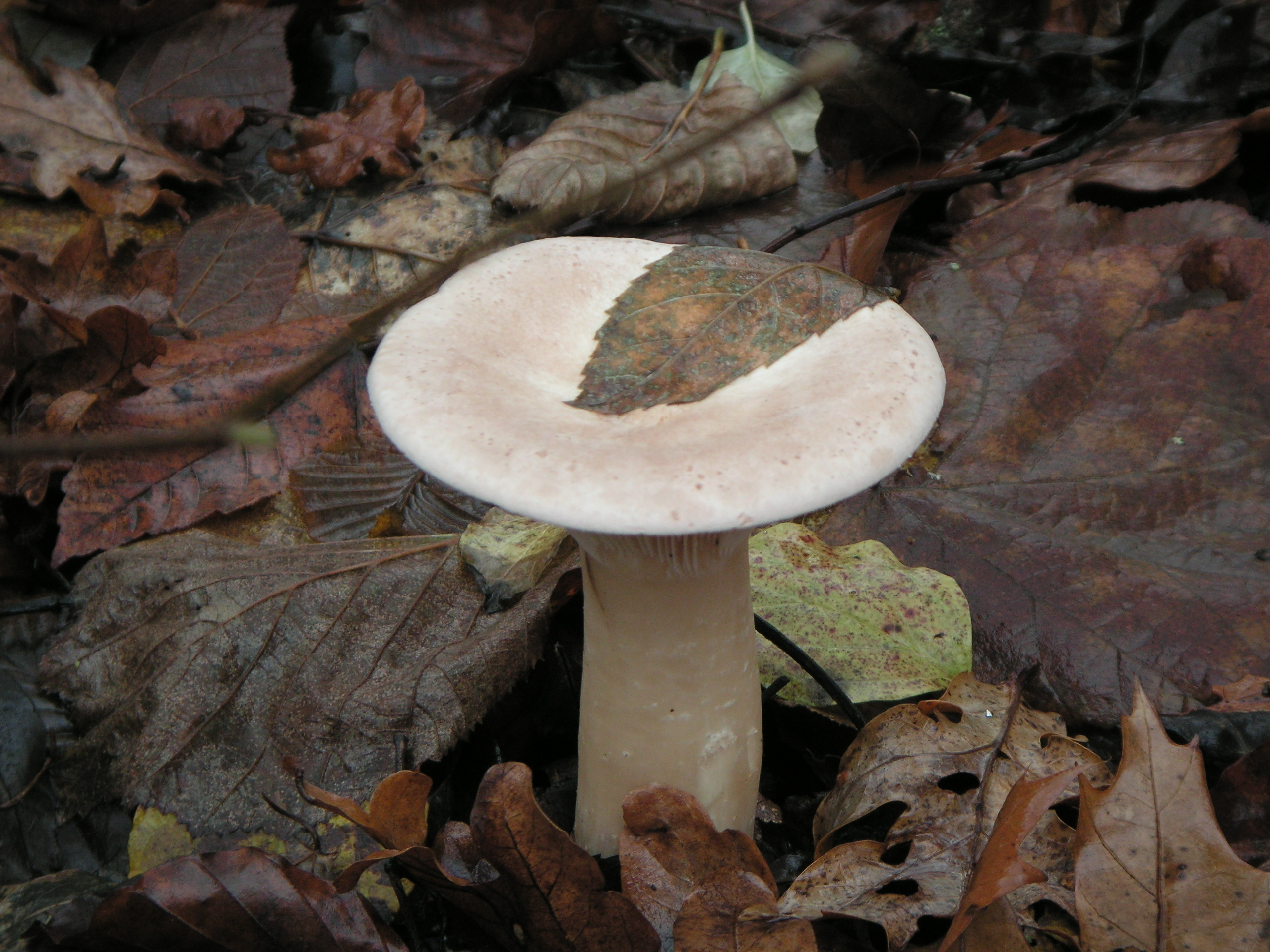
Infundibulicybe geotropa.

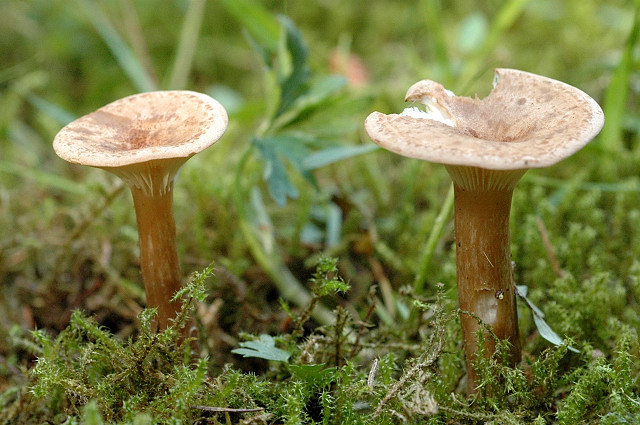
Infundibulicybe bresadolana.

Infundibulicybe est un genre de champignons basidiomycètes lamellés en forme d'entonnoir, que la classification linnéenne plaçait dans les Tricholomataceae. Il semble qu'il soit placés entre le clade IV Marasmioïde et le Clade V Tricholomatoïde.

## Taxinomie
Le latin infundibuliformis, qui a donné le mot français infundibuliforme, et qui suggère la forme d'entonnoir des clitocybe.
Le nom correct complet (avec auteur) de ce taxon est Infundibulicybe Harmaja, 2003.
Une publication en 2003 va replacer certaines espèces dans le genre Clitocybe
,, et déterminer treize espèces.
Une publication de 2006 développe une analyse phylogénétique place le genre entre le clade Marasmioïde et le clade Tricholomatoïde, étant le MRCA de ce dernier.

## Situation dans le phylogramme desAgaricales
- Agaricomycètes
  - Boletales, Clade des Bolets
  - Agaricales, Clade des Euagarics
    - Clade I Plicaturopsidoïde
    - Clade II Pluteoïde
    - Clade III Hygrophoroïde
    - Clade IV Marasmioïde
    - Infundibulicybe gibba MRCA
      - Infundibulicybe ssp.
        - Infundibulicybe geotropa

    - Clade V Tricholomatoïde
      - Mycenaceae
      - Tricholomataceae
        - Tricholomateae
        - Clitocybeae

    - Clade VI Agaricoïde

## Liste des espèces
Selon MycoBank (2 février 2023) :
- Infundibulicybe alkaliviolascens (Bellù) Bellù, 2012
- Infundibulicybe altaica (Singer) Harmaja, 2003
- Infundibulicybe bresadolana (Singer) Harmaja, 2003
- Infundibulicybe catinus (Fr.) Harmaja, 2003
- Infundibulicybe costata (Kühner & Romagn.) Harmaja, 2003
- Infundibulicybe dryadum (Bon) Harmaja, 2003
- Infundibulicybe fontqueri (R.Heim) Bañares, 2017
- Infundibulicybe geotropa (Bull. ex DC.) Harmaja, 2003
- Infundibulicybe gibba (Pers.) Harmaja, 2003
- Infundibulicybe gigas (Harmaja) Harmaja, 2003
- Infundibulicybe glareosa (Röllin & Monthoux) Harmaja, 2003
- Infundibulicybe hongyinpan L.Fan & H.Liu, 2019
- Infundibulicybe kotanensis M.Ishaq, Fiaz & A.N.Khalid, 2019
- Infundibulicybe lapponica (Harmaja) Harmaja, 2003
- Infundibulicybe lateritia (J.Favre) Vizzini & Contu, 2012
- Infundibulicybe macrospora M.Ali, J.Khan, Niazi & Khalid, 2020
- Infundibulicybe mediterranea Vizzini, Contu & Musumeci, 2011
- Infundibulicybe meridionalis (Bon) Pérez-De-Greg., 2012
- Infundibulicybe montana (Harmaja) Harmaja, 2003
- Infundibulicybe sinopicoides (Peck) Harmaja, 2003
- Infundibulicybe splendoides (H.E.Bigelow) Vesterh., 2008
- Infundibulicybe squamulosa (Pers.) Harmaja, 2003
- Infundibulicybe sublateritia (Bon) Schwab, 2019
- Infundibulicybe subsalmonea (Lamoure) Schwab, 2019
- Infundibulicybe trulliformis (Fr.) Gminder, 2016

## Publication originale
- Harri Harmaja, « Notes on Clitocybe s. lato (Agaricales) », Annales Botanici Fennici, vol. 40,‎ 2003, p. 213-218 (ISSN 0003-3847, lire en ligne)